# Juncus longistamineus
Juncus longistamineus är en tågväxtart som beskrevs av Aimée Antoinette Camus. Juncus longistamineus ingår i släktet tåg, och familjen tågväxter. Inga underarter finns listade i Catalogue of Life.